# Marie Anna Mancini
Marie Anna Mancini (1649 – 20. června 1714, Clichy) byla nejmladší z pěti proslulých sester Mancini, které spolu se sestřenicemi Martinozzi byli u dvora Ludvíka XIV. známy jako Mazzarinetky, protože byly neteřemi králova ministra kardinála Mazarina.

## Rodina
Rodiči Marie Anny byli římský baron a astrolog Lorenzo Mancini a Geronima Mazzarini, sestra kardinála Mazarina.
Ze sester Marie Anny Mancini se proslavily:
- Laura Mancini (1636 – 1657); manželka Louise de Bourbon, vévody z Vendôme, vnuka Jindřicha IV. Francouzského a jeho milenky Gabrielle d'Estrées, a matka známého francouzského generála Louise Josepha de Bourbon, vévody z Vendôme
- Olympie Manciniová (1638–1708); manželka Evžena Mořice Savojského a matka známého rakouského generála Evžena Savojského
- Marie Mancini (1639–1715); manželka Lorenza Onofria Colonny a láska Ludvíka XIV.
- Hortenzie Mancini (1646–1699); manželka Armanda Charlese de La Porte de La Meilleraye a milenka Karla II. Stuarta

Slečny Mancini nebyly jedinými ženskými příbuznými kardinála Mazarina, které přišly do Francie. Dalšími byly dcery Mazarinovy starší sestry. Starší z nich, Laura Martinozzi, se provdala za modenského vévodu Alfonse IV. d'Este a stala se matkou Marie z Modeny, druhé manželky Jakuba II. Stuarta. Ta mladší, Anna Marie Martinozzi, se provdala za Armanda, prince de Conti.
Marie Anna měla také tři bratry: Paula, Filipa a Alfonze. Filip Jules Mancini byl milencem Filipa Orleánského, bratra Ludvíka XIV.

## Mládí
Marie Anna přijela do Paříže později než její starší sestry, v roce 1655. Poslední Mazarineta se stala "rozmazleným miláčkem" u francouzského dvora. Byla považována za vtipnou a krásnou. Kardinál ji měl ještě radši než její starší sestru Hortenzii, Marie Anna byla často označována jako "nejchytřejší a nejživější ze sester". Podle současníků byla "nádherná a nekonečně žádoucí". Vynikala v tanci a hraní.
V roce 1657 zemřela její starší sestra Laura při porodu. Marie Anna dostala tři sestřiny syny na výchovu, ačkoli byla jen o pár let starší než její synovci. Nejmladší Lauřin syn Jules César zemřel jako tříletý v roce 1660. Dva jeho starší bratři Louis Joseph a Filip se nicméně dožili dospělosti. Oba mladí muži se stali vojáky, Louis Joseph se nakonec proslavil jako generál.

## Manželství a potomci
Marie Anna se provdala za Godefroye Maurice de La Tour d'Auvergne, vévodu z Bouillonu.
Její strýc zemřel, když jí bylo třináct. V noci před kardinálovou smrtí přišel slavný polní maršál Turenne k jeho lůžku a požádal o ruku Marie Anny ve jménu svého synovce, vévody z Bouillonu. 22. dubna 1662 se Marie Anna v Hôtel de Soissons v přítomnosti Ludvíka XIV., jeho matky a manželky za vévodu provdala.
Její manžel prý byl dobrý voják, ale špatný dvořan a ještě horší literát. Mladá inteligentní a ambiciózní vévodkyně byla tedy ponechána sama, aby se nadále věnovala svým politickým a literárním zájmům. Ve své nové rezidenci Hôtel de Bouillon zavedla malý salon.
Marie Anna měla s manželem sedm dětí:
- Ludvík Karel de La Tour d'Auvergne, princ z Turenne (14. ledna 1665 – 4. srpna 1692); oženil se s Annou Geneviève de Lévis, dcerou Madame de Ventadour
- Marie Alžběta de La Tour d'Auvergne, Mademoiselle de Bouillon (8. července 1666 – 24. prosince 1725)
- Emmanuel Théodose de La Tour d'Auvergne, vévoda z Bouillonu (1668 – 17. dubna 1730); poprvé se oženil s Marií Armande de La Trémoille, podruhé s Louise Françoise Angélique Le Tellier, potřetí s Anne Marie Christiane de Simiane a počtvrté s Louise Henriette Françoise de Lorraine
- Eugene Maurice de La Tour d'Auvergne, princ z Château-Thierry (29. března 1669 – 23. listopadu 1672)
- Frédéric Jules de La Tour d'Auvergne, princ z Auvergne (2. května 1672 – 1733); oženil se s Olivií Kateřinou de Trantes
- Louis Henri de La Tour d'Auvergne, hrabě z Évreux (2. srpna 1674 – 23. ledna 1753); oženil se s Marií Annou Crozatovou
- Louise Julie de La Tour d'Auvergne, Mademoiselle de Château-Thierry (26. listopadu 1679 – 21. listopadu 1750); provdala se za Françoise Armanda de Rohan.

## Pozdější život
Marie Anna se nejvíce zmiňuje v souvislosti se svými literárními zájmy a jako ochránkyně mladého La Fontaina. Byla společensky i politicky ohrožena v notoricky známé Affaire des Poisons, kdy údajně plánovala otrávit svého manžela, aby se provdala za svého synovce Louise Josepha. Na rozdíl od své starší sestry Olympie, která byla nucena utéct do Liège a později do Bruselu, aby unikla zatčení, Marii Annu k soudu doprovázel manžel i podezřelý milenec a soud ji osvobodil pro nedostatek důkazů.Král ji však poslal na venkov a ke dvoru nesměla.